# Евангелион 1.11: Ты (не) один
«Евангелион 1.11: Ты (не) один» (яп. ヱヴァンゲリヲン新劇場版：序 Эвангерион Син Гекидзёбан: Дзё, букв. «Новая киноверсия Евангелиона: Начало») — первый японский полнометражный фильм тетралогии Rebuild of Evangelion, снятый на Studio Khara режиссёром Хидэаки Анно и выпущенный в прокат на территории Японии 1 сентября 2007 года. 4 декабря 2020 года был показ в кинотеатрах Toho в формате MX4D/4DX.
Сюжет в основном является адаптацией первых 6 серий оригинального аниме. Хотя некоторые сцены и события дублируются из оригинального сериала, другие развиваются иначе, с новыми или пропущенными нюансами или с использованием новейших 3D CG технологий.
Фильм занял четвёртое место по сборам среди аниме-фильмов в японском кинопрокате за 2007 год и заработал в общей сложности 2 млрд иен. Он получил позитивный отклик со стороны фанатов, а Хидэаки Анно назвал его «достойным ремейком оригинального сериала». Мировые кассовые сборы составили 16,4 млн долларов.
Иероглиф 序 в названии вместе с 破 и 急, которые присутствуют в названиях последующих фильмов, транскрибируются как «гагаку», это отсылка к жанру японской классической музыки. Отдельное значение символов примерно соответствует «вступлению», «середине» и «завершению» и используется для описания актов в театре Но, аналогично частям в классической музыке.

## Сюжет
Обрушившаяся на Землю катастрофа, названная «Вторым ударом», погубила большую часть человечества. После многих лет, ушедших на восстановление после этого ужасного события, на Японию неожиданно нападают загадочные существа, называемые Ангелами. Синдзи Икари, 14-летний подросток, получает от отца, являющегося командующим специальной организации Nerv, приказ явиться в город-крепость Токио-3. Во время первого нападения Ангела, когда сын прибывает в штаб, отец требует от него, чтобы тот немедленно приступил к пилотированию Евангелиона, — человекоподобного робота, разработанного в режиме секретности. Парень напуган и отказывается сесть в машину. Но видя, что единственным человеком, способным управлять, оказывается тяжелораненая Рей Аянами, Синдзи соглашается занять место пилота.
Основные отличия фильма от первых шести эпизодов аниме-сериала в том, что Синдзи узнаёт от Мисато Кацураги про второго Ангела Лилит, находящегося в штаб-квартире Nerv, также здесь появляются организация Seele и Каору Нагиса. В финале Каору просыпается среди саркофагов на лунной базе Seele, когда Кил Лоренц сообщает ему, что всё происходит согласно свиткам Мёртвого моря. Каору смотрит на строящийся Евангелион и говорит, что третий не меняется. Затем он обращает свой взгляд на Землю: «С нетерпением жду нашей встречи, Синдзи Икари».

## Роли озвучивали
| Актёр            | Роль                          |
| ---------------- | ----------------------------- |
| Мэгуми Огата     | Синдзи Икари                  |
| Котоно Мицуиси   | Мисато Кацураги               |
| Мэгуми Хаясибара | Рей Аянами, Юи Икари, Пен Пен |
| Юрико Ямагути    | Рицуко Акаги                  |
| Фумихико Татики  | Гэндо Икари                   |
| Мотому Киёкава   | Кодзо Фуюцуки                 |
| Хиро Юки         | Макото Хьюга                  |
| Мики Нагасава    | Майя Ибуки                    |
| Такэхито Коясу   | Сигэру Аоба                   |
| Томокадзу Сэки   | Тодзи Судзухара               |
| Тэцуя Иванага    | Кэнсукэ Аида                  |
| Дзюнко Ивао      | Хикари Хораки                 |
| Мугихито         | Кил Лоренц                    |
| Акира Исида      | Каору Нагиса                  |

## Популярность

### Продажи и рейтинги
По версии ассоциации кинопродюсеров Японии в кинопрокате по стране в 2007 году Evangelion: 1.0 You Are (Not) Alone собрал 2 млрд иен (около 19 млн долларов). Это 4-й результат для аниме-фильма и 15 результат в общем рейтинге за год, подсчёт вёлся без учёта иностранных выпусков. Рейтинг просмотра в программе «Кинё: ро:досё:», составлял 12,7 %.
За первую неделю продаж DVD-версии «Evangelion: 1.0 You Are [Not] Alone» фильм разошёлся в количестве 219 000 экземпляров. Что является рекордом продаж DVD в Японии за этот год и лучшими первоначальными продажами среди DVD-релизов «Евангелиона» на сегодняшний день. В частности, наибольшим успехом пользовался коллекционный набор The Special Equipment Edition, который занял четвёртое место в итоговом чарте продаж Oricon'а за декабрь 2007 — июнь 2008 годов при старте с третьей позиции, регулярно поднимаясь до первого места. Полностью распроданный на 25 апреля по цене в 5985 иен (около 56 долларов), коллекционный набор в итоге разошёлся в количестве 263395 копий по версии Oricon. Помимо фильма в The Special Equipment Edition были включены дополнения в виде 35 мм киноплёнки, содержащей нарезку из версии для кинопоказа, эксклюзивного буклета и коробки, второго DVD с комментариями, промороликов и других материалов.
Японское отделение Amazon сообщало, что в течение шести месяцев, в период с декабря 2007 по май 2008 года, Evangelion: 1.0 You Are [Not] Alone. Special Equipment Edition возглавлял список самых хорошо продаваемых DVD.
Сразу после выхода в продажу коллекционной DVD-версии состоялся интернет-аукцион, на котором продавались включённые в него фрагменты киноплёнки. При ограниченном тираже DVD, аукцион должен был продемонстрировать популярность персонажей и фрагментов. Торги за фрагмент с улыбающейся Рей Аянами закончились на отметке в 152000 иен (около 1460 долларов).

### Награды
- Гран-при и приз председателя жюри на 22-й Digital Contents, проводимой The Digital Contents Association of Japan[22].
- Награда от Хараясы Тёкаимуры на 7-й ежегодной Japanese Otaku Awards[23].
- Номинация в категории «Анимация года» на 31-й Japan Academy Prizes[24].
- Tokyo Anime Award в категории «Анимация года» на 7-й ежегодной The Tokyo International Anime Fair в 2007 году. По правилам церемонии, победившая работа должна «внести величайший вклад в мир аниме» в год своего выпуска. Кроме того, Хидэаки Анно получил индивидуальную награду, как лучший режиссёр[25].

### Прочее
С 18 мая по 25 апреля, чтобы отметить выпуск DVD-версии фильма в Японии, The Cure Maid Café в токийском районе Акихабара, любимом месте покупок и отдыха отаку, возобновило и расширило своё «Ева-меню». Одним из возрождённых пунктов стали LCL Drink (апельсиновый сок в бонусном стакане с маленькими Рей), который подают вместе с Sachiel Pasta (чернильно-чёрные кальмароподобные макароны с сырной головой ангела и помидором-черри, изображающим ядро Ангела), Dialogue и Character Name чизкейки (пироги со случайными диалогами и именами персонажей из «Евангелиона»). Также предлагались коктейли Аски (апельсиновый сок с гранатовым сиропом) и Рей (грейпфрутовый сок с коктейлем «Голубые Гавайи»).
Сеть японских ресторанов The Pasela предлагала различные «Ева-меню» до 25 мая. На фирменные медовые тосты стали добавлять распятую Лилит и логотип Nerv. Кроме того, предлагались паста «Сакиил», карри-рамэн «Мисато» и кувшин пива вместе с бонусным стаканом с изображением Рей. Филиал в Акихибаре заменил Еву на медовый тост с белыми крыльями и добавил десерт из Зеруила.

## Выпуск

### Аниме
- «Evangelion: 1.01 You Are (Not) Alone: Limited Design Edition» — 25 апреля, 2008 года.
- «Evangelion: 1.01 You Are (Not) Alone: Normal Edition» — 21 мая, 2008 года.
- «Evangelion: 1.11 You Are (Not) Alone: Blu-Ray Edition» — 27 мая, 2009 года.

Американская премьера состоялась на фестивале Anime Expo 2009.  До сентября 2009 года Evangelion 1.0 показывался в кинотеатрах США и Канады, 17 ноября появился DVD, а 9 марта 2010 года — Blu-ray. Фильм представили режиссёр дубляжа Funimation Майк Макфарланд и актриса озвучивания Брина Паленсия (Рей Аянами), которая не смотрела сериал и не хотела стремиться к созвучию голосов. Из старого состава ADV Films вернулся только Спайк Спенсер на роль Синдзи. Имея большое количество поклонников оригинала, команда с самого начала знала, что не сможет угодить всем, поэтому они сосредоточились на сценарии и режиссуре. Шесть косплееров исполнили хором «Fly Me to the Moon». Ближе к концу сеанса Макфарланда спросили, есть ли у Синдзи эдипов комплекс. Он обратился к зрителям, и те громко ответили, что да. Раз Анно считает фильм новой версией «Евангелиона», то любые изменения вносятся в соответствии с его предпочтениями.
Evangelion: 1.11 You Are (Not) Alone вышел в анаморфированном формате 1,78:1 (16:9) и со звуком Dolby TrueHD 6.1. Оригинал снят в 1,85:1. На 2007 год в техническом отношении это был лучший фильм во франшизе «Евангелион». Качество изображения на Blu-ray лучше, чем у стандартной чёткости. Высокое разрешение позволяет разглядеть некоторые мелкие детали в дизайне и анимации. Цвета яркие, нет алиасинга, зернистости и артефактов. Следует иметь в виду, что видео не совсем идеально, есть несколько случаев размытия и мерцания, но такого недостаточно, чтобы отвлекать от просмотра. Японская звуковая дорожка превосходит английскую. Эффекты, диалоги и музыка используют все каналы с широкой глубиной диапазона. Итоговая оценка — «Настоятельно рекомендуется». В издание Funimation включены следующие дополнительные материалы: промоклип «Angel Of Doom», превью, трейлеры и 20-страничный буклет только в Special Edition.
В России правами на распространение обладала компания «Мега-Аниме». Установлено возрастное ограничение — зрителям, достигшим 14 лет.

### Музыка
- «Shiro Sagisu. Music from „Evangelion: 1.01 You Are (Not) Alone“» — 26 сентября 2007 года[32]. 28 место в чарте Oricon[33]
- «Evangelion: 1.0 You Are (Not) Alone original soundtrack» — 21 мая 2008 года[34]. 38 место в чарте Oricon[35]

Завершающую песню «Beautiful World» («Прекрасный мир») исполнила Хикару Утада. Сингл занял 2 место в чарте Oricon. Также вышла композиция «Fly Me To The Moon (In Other Words) -2007 MIX-».

### Печатная продукция
- Официальное руководство «Rebuild of Evangelion: Вступление, Entry File 1», 31 октября 2007 года[38]
- «„Rebuild of Evangelion: Вступление“ коллекция оригинальных изображений», 25 апреля 2008 года[39]
- «„Rebuild of Evangelion: Вступление“ полное собрание сочинений», 15 мая 2008 года[40]
- «„Rebuild of Evangelion: Вступление“ коллекция раскадровок, 24 февраля 2017 года[41]
- «„Rebuild of Evangelion: Вступление“ полное собрание сочинений, версия визуальной новеллы», 7 июня 2019[42][43]

## Критика
Metacritic оценил Evangelion: 1.0 You Are (Not) Alone на 66 баллов из 100 возможных на основании 4 рецензий. На Rotten Tomatoes рейтинг составляет 71% с учётом 7 критических обзоров.  Журнал Paste дал 79 место в списке 100 лучших аниме-фильмов.
По мнению The New York Times, сериал «Евангелион» был превосходным. Внимание там уделялось не столько сражениям, сколько глубокому сюжету и психологии. Так появилась франшиза, которая принесла более миллиарда долларов. Теперь история началась заново, с добавлением новых сцен и эффектов. Когда материал сжат, теряется почти всё, что делало первые две трети телесериала оригинальными — продуманный темп, противоречивый юмор, искусные характеристики. Evangelion 1.0: You Are (Not) Alone стал очередной историей о гигантских роботах и получил рейтинг PG-13. The Village Voice назвал фильм «мощной, сбивающей с толку кормушкой для ботаников», где напыщенная психологическая и философская болтовня слишком нелепа, чтобы воспринимать её всерьёз. Согласно Los Angeles Times, Evangelion: 1.0 — это демонстрация превосходной графики, технической смелости в дизайне и применении оружия массового уничтожения, а также использование насыщенных и разнообразных цветов. Поначалу кажется, что фильм рассчитан на молодую аудиторию, но его духовные, философские аспекты и метафизическая аура предполагают, что Анно стремится к глубокому охвату. За сюжетом трудно следить, тем не менее, фильм увлекает, исследуя запутанную дилемму Синдзи и его созревание. Зак Бертши из Anime News Network поставил оценку B- и назвал вышедшую адаптацию Evangelion: The Boring Parts Movie. Screen Anarchy привёл сокращение YANA, то есть You Are (Not) Alone. Это сжатие и полировка событий, взятых из оригинального телесериала, с идеей «садись в гигантского робота и начинай крушить». Но Синдзи не хочет быть «тем самым» и убегает от ответственности. Он лучше умрёт или просто залезет в свою нору, чувствуя себя совершенно одиноким и бесполезным.
Журнал «АнимеГид» пишет, что со дня премьеры первого из четырёх полнометражных фильмов переделанного «Евангелиона» сообщество раскололось на две части. Позаимствовав «двоякий» синтаксис у Хидэаки Анно, их можно описать как «те, кто (не) успел посмотреть сериал 1995—1996 годов». Вряд ли эта пропасть (поколений, мировоззрений и т.д.) непреодолима. Но захочет ли типичный отаку, заглянувший во вселенную «Евангелиона» через призму фильма 1.0, смотреть более примитивно нарисованный сериал — большой вопрос. Между тем начинать лучше с сериала, иначе слишком много нюансов будет упущено. Общеизвестно, что настоящие анимешники проникаются «Евангелионом» навсегда. У тех же, кто смотрел сериал (и не один раз), версия 1.0, скорее всего, вызовет ощущение «речка движется и не движется». В том плане, что худшие опасения не подтвердились — никакой сюжетной перестройки вроде «разрушить до основания, а затем», и Синдзи слушает не iPod, а всё тот же кассетный плеер. Но и осуществления надежд пока не видно, рецензент задался вопросом, где Аска? Визуально Evangelion 1.0 выше всяких похвал, особенно в части геометрических преображений Рамиэля, которому «надоело быть скучным зеркальным октаэдром». Ангелы по-прежнему атакуют секретный город Токио-3 и не сдаются, и гигантские человекоподобные биороботы их снова уничтожают, правда, «фонтанирующей крови и разбухающей плоти стало больше». Нумерация Ангелов сдвинулась на единицу, Мисато Кацураги стала подполковником, разумный пингвин Пен-Пен научился читать газеты. В общем, можно смело сказать, что Evangelion: 1.0 (не) следует канве сериала. Есть намёки на то, что он из неё (не) вырвется: ещё до схватки с Рамиэлем Синдзи показывают Второго Ангела, с которого началась жизнь на Земле, а также коварная организация Seele заключила с Лилит некий договор и обязуется уничтожать Ангелов. И когда проснувшийся в лунном саркофаге Каору говорит с главой Seele, бывалые фанаты «Евангелиона» (не) удивляются. Всё равно Гэндо Икари всех (не) перехитрит, выбор будет (не) за Синдзи, ведь он, как теперь ясно, (не) одинок. Таково пространство возможностей, которые (не) приведут героев и зрителей в более светлое будущее, чем в сериале. Пока что «Анно со товарищи развешивают по стенам позитронные пушки и копья святого Лонгина, смутно бормоча что-то о полной комплементации человечества (на деле — инструментация, поклон фантасту Кордвейнеру Смиту и его Instrumentality of Mankind, тем не менее в Evangelion: 1.0 видна немецкая надпись Plan zur Komplementarität der Menschheit). Вышло весьма (не)двойственно». Редакция журнала назвала фильм «изумительно противоречивым памятником авторскому перфекционизму и продюсерской алчности» и добавила, что «пересъёмка кадр в кадр получилась вполне грамотная, но тем, кому „Евагелион“ был в лучшем случае слегка интересен, смотреть тут совершенно нечего. Результат сгодится для игры „найди пять отличий“».
«Мир фантастики» считает «Евангелион 1.0: Ты (не) один» ремейком с подвохом. С первых секунд зрителям дают понять, что здесь не так: вокруг Токио-3 большое количество руин, океан стал кроваво-красным и напоминает LCL, на земле виден силуэт серийного Евангелиона. Всё указывает, что события «Конца Евангелиона» уже случились на момент начала фильма. Анно с командой сразу же начал очередные сюжетные интриги. Если рассматривать в отрыве от первоисточника, то сюжет сосредоточен на знакомстве и отношениях Синдзи и Рей. Большая часть аниме выполнена в холодных тонах, соответствующих характеру девушки. В последних минутах появляется Каору, который присутствовал в 24 серии «Евангелиона». При этом его фразы недвусмысленно намекают, что с Синдзи он уже знаком, а все события оригинального сериала и «Конца Евангелиона» уже произошли не раз. Конец заключается в интересном откровении, что Rebuild of Evangelion — не столько ремейк, сколько продолжение, альтернативная история и нечто гораздо более сложное. Анно сказал, что хотел для Rebuild: чтобы первый фильм был похож на телесериал, но с самого начала режиссёр не собирался делать то же самое.
The Escapist в обзоре подчеркнул, что сериал «Евангелион» стал эталоном производства аниме. Спустя 12 лет Gainax и Khara выпустили пересказ / переосмысление, чтобы представить фильм подростковой аудитории и «выжать лишние доллары из своей дойной коровы». Нравится или нет, Evangelion: 1.0 заслуживает внимания. Требовательные зрители будут разочарованы после того, как снимут блестящую упаковку и обнаружат упрощённый сюжет оригинала. Фрейдистские герои оказались испорчены. Прежние разговоры о человечестве сводятся к разрозненным фразам и монологам. В большинстве японский актёрский состав и музыка остались без изменений. Улучшены боевые сцены, дизайн персонажей и детали мех, что вписывается в современные стандарты. You Are (Not) Alone не хватает нововведений, обещанных в Rebuild. Самое главное, что стоит отметить — это присутствие Doritos и «Пицца Хат». Ничто не говорит об успешной франшизе лучше, чем продакт-плейсмент. Когда титры заканчиваются, циники опишут увиденное как очередную приманку, сродни Джорджу Лукасу и постоянным переосмыслениям «Звёздных войн».
Slant Magazine дал 2,5 звезды из 4. Сюжет сериала был сложным, и слишком много оказалось, за чем нужно уследить: философские отсылки от Шопенгауэра до Сартра, иудейские и христианские образы, самоанализ подростков. Это лишь вершина айсберга с двойным дном, где обеспечена большая головная боль. Правильного ответа нет, потому что Анно больше заинтересован в провокации, чем в объяснении. Синдзи по сути является единственной надеждой человечества на выживание, но битвы с врагами вторичны по сравнению с внутренней борьбой за одобрение других людей. Все, от Мисато Кацураги до Рей Аянами, пытаются заставить его вырваться из унылой маленькой эмо-оболочки — он проводит много времени наедине с собой, слушая Walkman и глядя в потолок — как неумело сказано в названии, парень (не) одинок. Дилемма дикобразов используется для описания состояния персонажа, неспособность получить признание со стороны одноклассников и начальства показывает, что Синдзи социально не адаптирован. Режиссёр пытается представить такое как грандиозную драму, отчуждение выступает главной частью экзистенциального кризиса, говорящего, насколько мало у человечества возможностей влиять на свои действия. You Are (Not) Alone не добавляет нового, кроме улучшенных спецэффектов во время сражений с Ангелами и диалогов, которые за несколько секунд рассказывают то, что раньше требовало целых серий. В итоге получилась просто улучшенная версия того, что уже выпускал Анно, это делает Evangelion: 1.0 привлекательным, но принципиально бессмысленным.
THEM Anime поставил очень высокую оценку — пять звёзд из пяти. Всякий раз, когда новейший ремейк популярной франшизы решает собрать кассу, возникает вопрос: «Какой смысл?». Однако есть исключение в случае реинкарнации «Евангелиона», поскольку фильм идёт как история, дающая «ещё один шанс» расцвести вместе с теми, кто изначально сделал оригинал таким же известным, вплоть до актёров озвучивания и производственной команды. You Are (Not) Alone представляет собой ностальгическое путешествие, «проповедь обращённым», пересказ с пересмотром дизайна и некоторыми изменениями персонажей, темпа и атмосферы, но не захватывающую деконструкцию. Мнение об этом сильно зависит от отношения к первоисточнику. Для тех, кто совершенно не знаком с франшизой или принципиально не любит меха, Evangelion 1.0 не будет иметь важного значения. Некоторые отсылки поклонники сочтут явными, но они быстро проносятся мимо. Второстепенные герои рассматриваются так, что о них уже известно достаточно, не нуждаясь в объяснении, как если бы человека вновь представили «старым друзьям». Такое ощущение получается от просмотра обновлённой версии. Сложно утверждать о сильных и слабых сторонах без сравнения с сериалом — сюжет практически идентичен. Ангелы демонстрируют поразительные трансформации в отличие от более статичных телевизионных собратьев, особенно в третьей битве. Анимация такая же плавная, как и в фильмах Studio Ghibli, а фон детализирован. Композитор Сиро Сагису использовал много инструментов и целый оркестр, чтобы музыкальные темы были хорошо слышны. Синдзи и компания по-прежнему узнаваемы, стиль 1990-х годов выглядит несколько устаревшим в контексте улучшенной анимации.
Мир проработан и более постапокалиптичен. Совершенно очевидно, что с планетой случилось плохое, когда сначала видны море с кроваво-красной водой, покосившиеся городские здания и покрытые шрамами пейзажи. Они дают сильное ощущение разрушения и опустошения, чем раньше. Кроме того, больше внимания уделяется персоналу Nerv и населению Токио-3. Изменения были внесены и в главного героя: Синдзи разговорчив и отзывчив, чуток, благодарен Мисато, интересен Рей, менее угрюм. Насилие в основном связано с расчленением ангелов и приличным количеством их крови. Присутствует обнажённая натура, что неприемлемо для маленьких детей. Конец ясно показывает, что Ева обещает превратиться в монстра нового типа и во второй части ждут сюрпризы. Рекомендуются также Bokurano, RahXephon, Eureka Seven и Macross Frontier.